# Notopodops omani
Notopodops omani är en insektsart som beskrevs av Barber och Sailer 1953. Notopodops omani ingår i släktet Notopodops och familjen bärfisar. Inga underarter finns listade i Catalogue of Life.